# Île de Nouvelle-Sibérie
L'île de Nouvelle-Sibérie (en russe : Новая Сибирь; Novaïa Sibir) fait partie des îles Anjou (îles de Nouvelle-Sibérie) situées en mer de Sibérie orientale, au nord des côtes de la Sibérie orientale. Sur le plan administratif elle est rattachée à la République de Sakha (Iakoutie) en Russie.
L'île a une superficie d'environ 6 200 km2 et est très plate (elle culmine à 76 mètres). Elle est composée de terrains du Quaternaire et est en grande partie couverte de glace fossile de la dernière période glaciaire. La toundra domine les zones qui ne sont pas recouvertes par les glaces. L'île a été découverte par des marchands russes en 1806. 

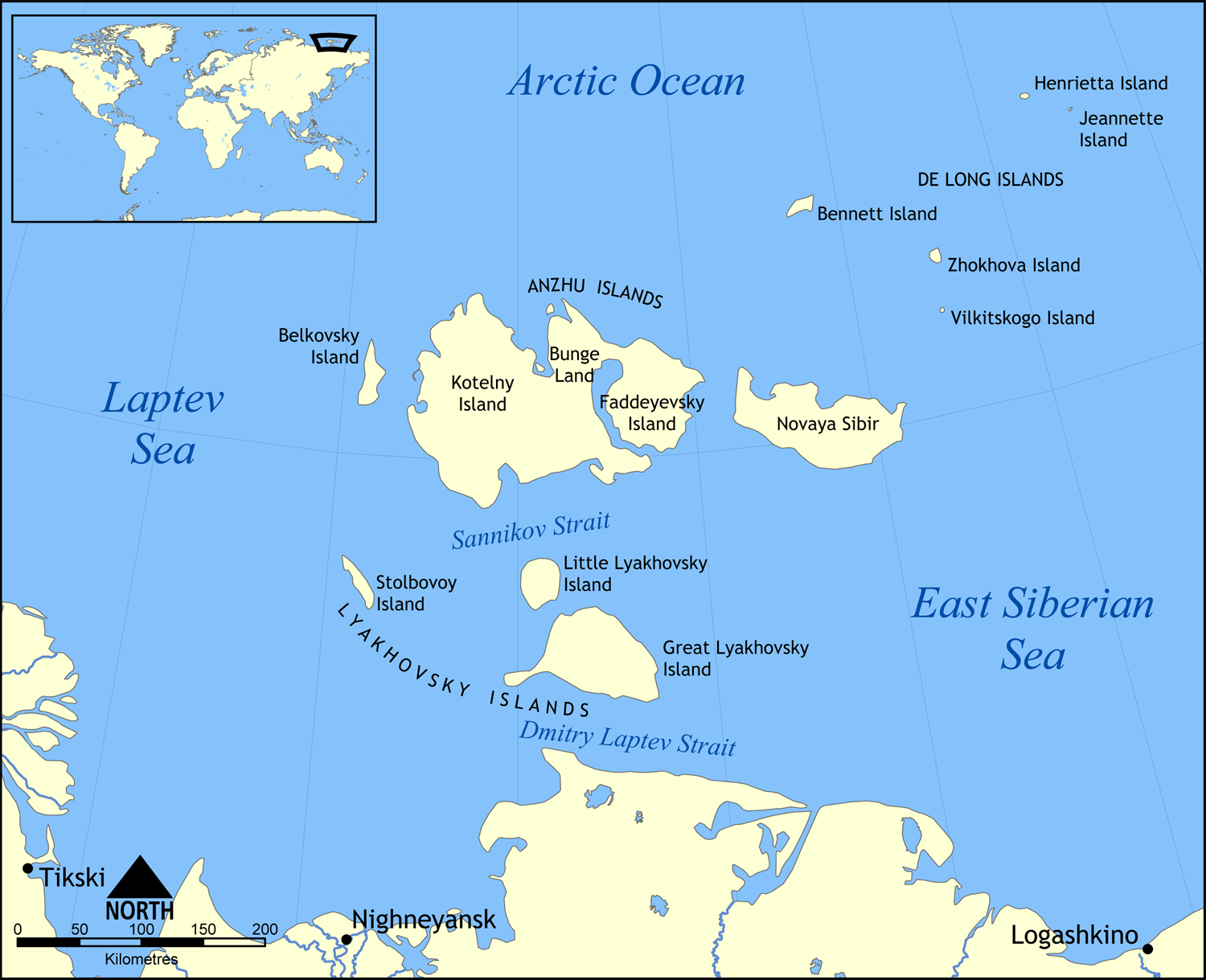
Carte des îles de Nouvelle-Sibérie.